# Trappeto
Trappeto – miejscowość i gmina we Włoszech, w regionie Sycylia, w prowincji Palermo.
Według danych na rok 2004 gminę zamieszkiwało 2771 osób, 692,8 os./km².